# Loma Bonita, Misantla
Loma Bonita är en ort i Mexiko.   Den ligger i kommunen Misantla och delstaten Veracruz, i den sydöstra delen av landet, 240 km öster om huvudstaden Mexico City. Loma Bonita ligger 298 meter över havet och antalet invånare är 137.
Terrängen runt Loma Bonita är kuperad åt sydost, men åt nordväst är den platt. Loma Bonita ligger uppe på en höjd. Runt Loma Bonita är det ganska tätbefolkat, med 134 invånare per kvadratkilometer. Närmaste större samhälle är Martínez de la Torre, 13,6 km väster om Loma Bonita. Omgivningarna runt Loma Bonita är en mosaik av jordbruksmark och naturlig växtlighet.